# 판다 금화
판다 금화(중국어 간체자: 熊猫金币, 정체자: 熊貓金幣, 병음: xióng māo jīn bì, 슝마오진비)는 중화인민공화국에서 발행한 일련의 금화이다. 중화인민공화국 조폐국은 1982년에 판다 금화를 도입했다. 판다 디자인은 매년 바뀌며(한 가지 예외를 제외하고) 판다 금화는 1/20부터 1트로이 온스(1.6~31.1g)(더 큰 것들도 마찬가지)까지 다양한 크기와 액면가로 나온다.
판다 금화 주화와 동일한 디자인으로 발행된 판다 은화 시리즈도 있다.

## 같이 보기
- 아메리칸 골드 이글
- 지금형 주화
- 금 투자